# Biofabricación

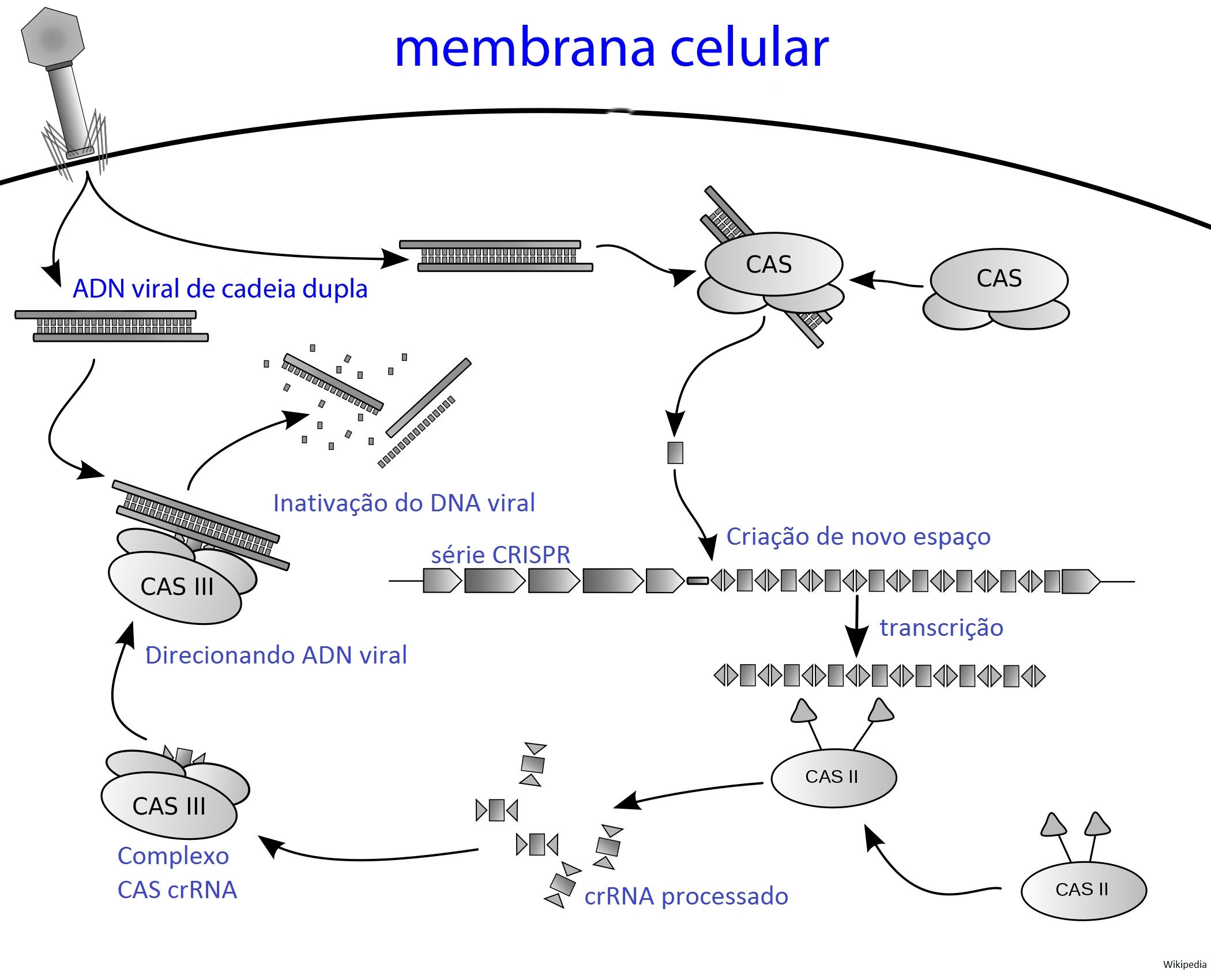
Diagrama del posible mecanismo de CRISPR (EN PORTUGUÉS)

La biofabricación es una rama de la biotecnología que se especializa en la investigación y desarrollo de procesos de ingeniería biológica para la producción automatizada de productos biológicamente funcionales a través de bioimpresión o bioensamblaje y procesos de maduración de tejidos; así como técnicas como el ensamblaje dirigido, que emplea estímulos externos localizados que guían el proceso de fabricación; ensamblaje enzimático, que utiliza biocatalizadores selectivos para construir estructuras macromoleculares; y, autoensamblaje, en el que el material biológico guía su propio ensamblaje de acuerdo con su información interna. Estos procesos pueden facilitar la fabricación a microescala y nanoescala.
Los productos biofabricados se construyen y organizan estructuralmente con una gama de materiales biológicos que incluyen moléculas bioactivas, biomateriales, células vivas, agregados celulares como microtejidos y microórganos en chips, y construcciones híbridas de material celular. De ahí que la biofabricación tenga un alto espectro de aplicaciones en medicina, generación de alimentos, en la industria de la construcción y en la industria texto y de la moda.